# المقاومة المولدوفية خلال الحرب العالمية الثانية

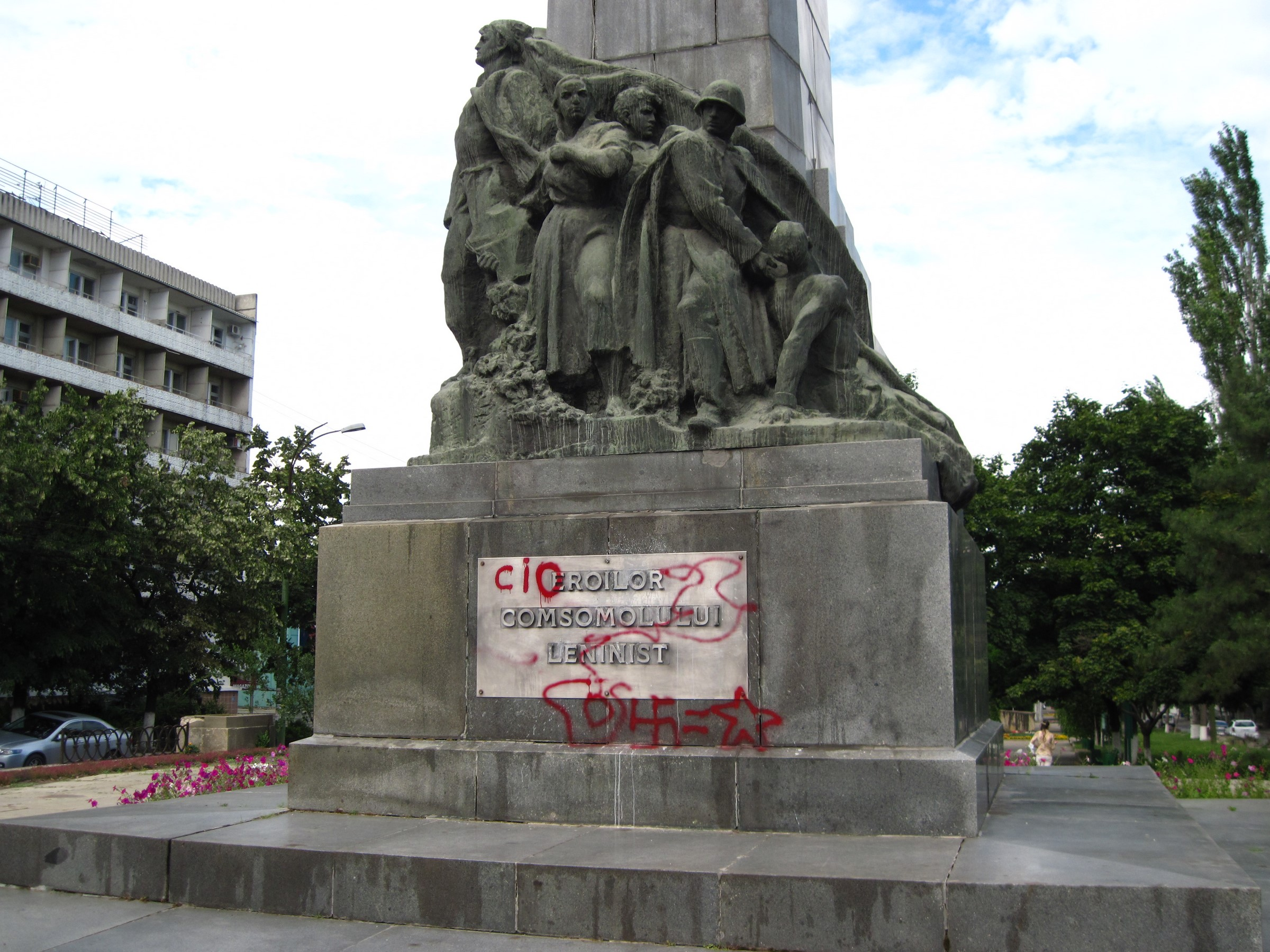
نصب تذكاري للكومسومول يتعرض للتخريب

وقفت المقاومة المولدوفية خلال الحرب العالمية الثانية ضد ألمانيا النازية ورومانيا المتحالفة مع دول المحور، فكانت جزءًا من حركات المقاومة السوفياتية (البارتيزان السوفيات). تأسست جمهورية مولدوفا الاشتراكية السوفياتية، والتي تشكل اليوم دولة مولدوفا، في شهر أغسطس عام 1940 عقب إلحاقها بالاتحاد السوفياتي، ثم أُخضعت من جديد على يد رومانيا إثر عملية بارباروسا. توسعت المقاومة المولدوفية لتشمل حدودًا إدارية جديدة، فبين عامي 1941 و1944، أُعيد دمج بيسارابيا برومانيا وأصبحت الأولى مقاطعة ذات حكم شبه مستقل، بينما أدارت مقاطعة ترانسنيستريا الرومانية المناطق الممتدة على طول نهر دنيستر. بعد مرور فترة قصيرة على الغزو الروماني–الألماني بين شهري يونيو ويوليو عام 1941، طالب الحزب الشيوعي المولدوفي بإنشاء شبكة من المقاومة. لم يسهم الطلب في إنشاء حركة منظمة جراء التفكك السريع للبنى الإقليمية السوفياتية في بيسارابيا. فضل بعض المنظمون الأوائل التخلي عن مناصبهم، بينما قُضي على معظم محاولات السوفيات لاختراق البارتيزان المخضرمين على طول خطوط الجبهة، وذلك بفضل خدمات الاستخبارات الخاصة الرومانية. على أي حال، استطاعت تشكيلات البارتيزان تنظيم هجمات واسعة النطاق على البنى التحتية الرومانية، في مدينة بيندر وأماكن أخرى. ميّزت الوثائق الرومانية فئات السكان المحليين المتأثرين بالأفكار الشيوعية وصنفتهم كعناصر خاملة من المقاومة، بينما يشير العديد من المعلقين المعاصرين إلى الكره العام للشيوعية في بيسارابيا باعتباره شهادة عن هامشية حركة المقاومة تلك.
أُوكل نيكيتا سالوغور، السكرتير الأول للحزب الشيوعي المولدوفي، بمهمة تأسيس فرعٍ للمقاومة في بيسارابيا وترانسنيستريا من مقرّه الرئيس في لنينسك. ارتبطت قوات العصابات الناشئة بالحزب الشيوعي المولدوفي والمقر الرئيس المركزي لحركة البارتيزان، لذا كانت قوات متعددة الجنسيات. وبينما كانت نسبة الرومانيين والمولدوفيين فيها ضئيلة عمومًا، كانت بعض مجموعات المقاومة الأخرى نشطة دائمًا ضد الجيش الروماني في بيسارابيا، وحتى عام 1944، قاتلت وحدات المقر الرئيس المركزي المخصصة لمولدوفا ضد قوات الفيرماخت النازية وجيش التمرد الأوكراني ضمن مفوضية الرايخ في أوكرانيا. كان فاسيلي أندرييف وإيفان أليشين ونيكولاي ميخايلوفيتش فرولوف وغيراسيم رودي من أبرز قادة قادة المفاومة المولدوفية.
منذ عام 1943، وتزامنًا مع تغيّر الوضع على الجبهة الشرقية بشكل دراماتيكي، تزايد نشاط البارتيزان، وتزايد أيضًا القمع الممارس ضدها من طرف القوات الرومانية والألمانية. نُقلت وحدتان من الاستخبارات المضادة الرومانية إلى بيسارابيا، وهما الوحدتان بي وإتش، للمساهمة في المجهود. سقطت بيسارابيا الشمالية بيد السوفيات خلال عمليات هجوم دنيبر–كاربات في أوائل العام 1944، ما جعل الجبهة الجنوبية مكشوفة ومعرضة لمزيد من الاختراق على يد منظمة المخابرات السوفياتية سميرش، ما أدى إلى تحريك قوات البارتيزان المولدوفية لمساعدة الجيش الأحمر. عقب الزحف السوفياتي نحو رومانيا، تأسست جمهورية مولدوفا الاشتراكية السوفياتية بشكل كامل، وبدأت سميرش مطاردة المولدوفيين الذين شاركوا في مساعي مقاومة حركات البارتيزان. شهد هذا الصدام مذابحًا بحقّ البارتيزان المأسورين على يد قوات المحور المنسحبة، في معسكرات أُقيمت ضمن تيراسبول وريبنيتا.
أطرى التأريخ وكتابات البروباغندا (الدعاية) السوفياتيين على المقاومة المولدوفية ضد النازيين، وظهر ذلك في رواية الحارس اليافع لألكسندر فادييف. أعاد الكثير من المؤلفين، المعادين للسوفياتية وفي فترة ما بعد السوفياتية، النظر في تلك الصورة، ووصفوا البارتيزان في بعض الحالات بالإرهابيين. لا تزال بعض الخلافات قائمة حول دور الأقليات، تحديدًا يهود بيسارابيا الذين استُهدفوا أثناء الهولوكوست، والذين حجبت إسهاماتهم عمومًا في المصادر السوفياتية. في المقابل، طرح الكاتب الروماني قسطنطين فيرجيل جورجيو ادعاءات جدلية تفيد بأن كافة مجموعات البارتيزان تألفت من اليهود بشكل رئيس.

## النشاط

### الحضور المبكر
خلال أوائل العام 1941، بدأ القائد (الكوندكتور) يون أنتونيسكو التحضيرات الشاملة للاشتباك مع السوفيات حول استعادة بيسارابيا وبوكوفينا الشمالية. في مايو، وعقب تلقيه معلومات عن عملية بارباروسا، عبّر أنتونيسكو عن «إيمانه المطلق» بألمانيا النازية، معتبرًا مخطط ضمّ بارباروسا عملًا انتقاميًا وجزءًا من «الحرب المقدسة» على الشيوعية. شملت تحضيرات أنتونيسكو سماع تقارير تلقاها من مختلف هيئات الاستخبارات التابعة له، والتي توضح الطرق المحتملة التي سيتبعها السوفيات لتنظيم عمليات الدفاع. راقب الجيش الروماني الرابع، المرابط في باكاو، الجنود السوفيات المتمركزين في جمهورية مولدوفا الاشتراكية السوفياتية، وأفاد –بكل ثقة– أن المتطوعين غير مدربين ودائمًا على شفير الاستسلام. عادت خدمات الاستخبارات الخاصة بخلاصة أكثر تشاؤمًا، فذكرت ميل السوفيات لتوسيع رقعة الحرب كي تصل إلى أراضي العدو. حذّر عملاء خدمات الاستخبارات الخاصة من قدرة السوفيات على حصد مكتسبات ومنافع البروباغندا في وقت السلام، وذلك عن طريق «جذب جموع العمال وعامة الشعب من جيش العدو، بالإضافة إلى السكان المدنيين، وضمهم إلى جانب الثورة».
في 30 يونيو عام 1941، أي بعد 8 أيام على بداية غزو دول المحور، أصدرت اللجنة المركزية في الحزب الشيوعي المولدوفي رسالة إلى لجان الأحزاب المحلية تحوي تعليمات حول إنشاء منظمات سرية وحركات مقاومة (بارتيزان) خلف خطوط العدو. أوصت اللجنة المركزية باختيار شخص للعمل السري من الأعضاء المنتسبين للمنظمة الشيوعية البيسارابية السرية قبل فترة الحرب، وطالبت مجموعات البارتيزان باحتواء أعضاءٍ يملكون معرفة جيدة باللغة والظروف المحلية. نصحت الرسالة بوجوب اتخاذ الحذر الشديد للحفاظ على المؤامرة، تحديدًا في مناطق بيسارابيا، وأن تشمل مجموعات البارتيزان والفصائل المقاومة ما لا يزيد عن 10 إلى 15 فردًا في البداية. بمقتضى تلك التعليمات، قرر الحزب الشيوعي المولدوفي إنشاء 3 لجانٍ حزبية سرية، و13 منظمة حزبية سرية و9 فصائل بارتيزان مقاومة في أجزاءٍ من الجمهورية شرق نهر دنيستر، بينما قرر الحزب إنشاء 139 فصيلًا مقاومًا وعددًا من مجموعات البارتيزان السرية في أراضي بيسارابيا. بالمجمل، عيّن الحزب 1479 عضوًا لأداء المهام التنظيمية المتعلقة بحركة البارتيزان. بدأ كل من الجيش الأحمر والشرطة السرية (المفوضية الشعبية للشؤون الداخلية، إن كا في دي) العمل على مهمة تسليح السكان المحليين، لكنهما فشلا في مجاراة هجمات دول المحور السريعة. في المقابل، تأسست خلايا «بيسارابية» أو «مولدوفية» مقاومة للنازية في فرنسا الخاضعة للإدارة العسكرية النازية، وذلك عقب انشقاقٍ في الحزب الشيوعي الروماني. شكّلت تلك المجموعة، والتي كان وضعها معلقًا قبل الحرب النازية السوفياتية عام 1941، ما عُرف بالاتحاد البيسارابي، ووفرت الدعم للمقاومة الفرنسية وجمعت الأموال اللازمة لإجراء هجمات كر وفرّ على الأهداف الألمانية.
في بيسارابيا، أدى التقدم السريع لجيوش دول المحور إلى تفكك البنى التحتية الحكومية وشبكات الحزب الشيوعي المولدوفي بسرعة. ذكرت مصادر الجيش الروماني أن معظم النواحي رحبت بالإدارة الجديدة علنًا، وأظهرت التحليلات الأكثر عمقًا للجندارميريا (الشرطة العسكرية الرومانية) مخاوفًا تتعلق بـ«العقلية البيسارابية»، مدعية أن تشرب العقيدة السوفياتية استنزف المشاعر المؤيدة لرومانيا. على أي حال، ووفقًا لملاحظات المؤرخ إيغور كاشو، اختار العديد من كوادر الحزب الشيوعي المولدوفي عدم أخلاء المنطقة، مفضلين الاحتلال الروماني: «شهد أولئك الرعب الستاليني في ثلاثينيات القرن، وأدركوا ما ينتظرهم عن عودة الإدارة السوفياتية». تشير التقديرات السوفياتية الرسمية إلى هروب 100 ألف مولدوفي، من بينهم 2200 من كوادر الحزب الشيوعي المولدوفي، إلى جمهورية أوكرانيا الاشتراكية. وفقًا لكاشو، فالرقم أعلى مما جاء في تلك التقديرات، ويستثني أيضًا من عاد إلى بيسارابيا «بعدما تلاشى خطر عمليات الانتقام السوفياتية».